# Monostichisch
Monostichisch oder einfach stichisch (von altgriechisch στίχος stichos, deutsch ‚Vers‘) wird in der Verslehre ein metrisches Schema genannt, das aus der fortlaufenden Wiederholung eines gleichartigen Versmaßes besteht, im Gegensatz etwa zu distichischen Formen, bei denen sich zwei unterschiedliche Versmaße abwechseln.
Bekannte häufig in stichischer Form erscheinende Versmaße sind der epische Hexameter, der Alexandriner oder der Blankvers.
Siehe auch: Monostichon